# Sebastián Mancilla Olivares

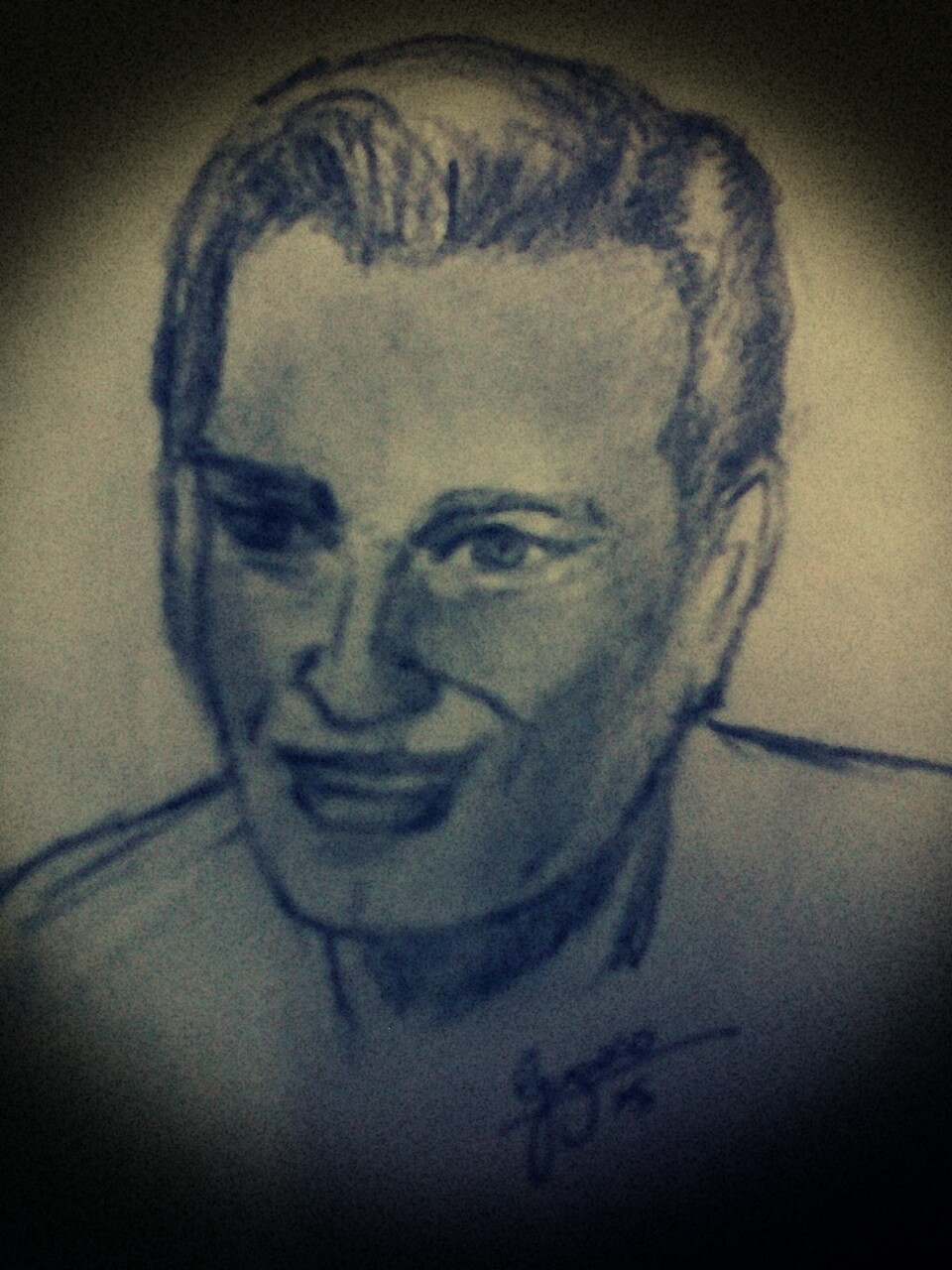
Imagem de Sebastián Mancilla.

Sebastián Mancilla Olivares (n. Santiago de Chile, Chile, 6 de novembro de 1956), foi um actor, escritor, director e roteirista que trabalhou em Chile e Argentina. Filmou treze filmes, ao igual que treze novelas e participou em nove obras teatrais. Em 1990 partiu a Argentina e arraigou-se definitivamente em Catamarca para formar a garotos com uma grande capacidade actoral. Formou o grupo "Iron Maider", em honra à famosa banda de rock, mas mudando letras, o qual conseguiu ser multipremiado pela crítica. Considerado um ícono na cinematografía e televisão chilena.

## Biografia
Sebastián Joaquín Mancilla Olivares - Valenzuela nasceu o 6 de novembro de 1959 em Santiago de Chile, no seio de uma família humilde, filho de Mariel “A Tusca” Valenzuela, uma maestra de curso e de Joaquín Mancilla Olivares, um farmacêutico e irmão do produtor chileno Rafael Mancilla Olivares.
Depois do colégio, ingressou à carreira de teatro na Universidade de Chile. Aí com seus colegas, formaria "Potestade", companhia de teatro que tem montado diversas obras. É nesta etapa de sua vida experimentou o "Teatro De rua", alentado por grandes maestros do teatro chileno. Uma vez incorporado à escola de teatro, começou a viver num departamento da capital chilena.
Em 1990, depois de uma crise económica muito forte pela que passava a família e pela morte de Joaquín decidiram sair de Santiago de Chile, em onde Sebastián e “La Tusca” se arraigaram em Argentina, mais precisamente em San Fernando do Vale de Catamarca onde pôs sua própria produtora/oficina para ensinar aos garotos teatro e dramaturgia.
Em 1996, com um pequeno grupo de garotos estreia “La Enfermedad Incurable (A doença incurável)” com os então debutantes: Az Martínez, Ismael Morandini, Lu Rodríguez e Juliana Reis, obra que fez furor e levou aos desconhecidos à cume de imediato, obviamente adaptando essa fama aos costumes da cidade. Esta contava a história de um garoto com epilepsia que para além de saber que se está a morrer, encontra razões infinitas para viver. A história de imediato conseguiu encher o coração de todo o público presente e ganhou vários prêmios e o respeito de todas as pessoas tanto do director como dos debutantes.
Em 2008, o actor chileno perdeu a sua mãe, quem era seu único sustenta e submergiu-se numa depressão profunda, em 2009 detectaram-lhe um cancro no cérebro fulminante pelo que ele mesmo decidiu terminar com sua vida.

## Telenovelas
| Ano  | Título                      |
| ---- | --------------------------- |
| 1964 | A verdade de Ignacio        |
| 1965 | Mais vale-lhe               |
| 1966 | Filho da verdade            |
| 1968 | A encrucijada               |
| 1970 | A Mary Juárez               |
| 1971 | Amar aos filhos             |
| 1972 | Traidores                   |
| 1973 | Campeões                    |
| 1975 | A crueldade não tem limites |
| 1976 | Sábios eram os de dantes    |
| 1977 | Quereme                     |
| 1979 | A mentira de Inés           |
| 1981 | A madrastra                 |

## Filmes
| Ano  | Título                 |
| ---- | ---------------------- |
| 1969 | A Chata                |
| 1970 | Ainda que queiras-me   |
| 1970 | A casa nas Heras       |
| 1971 | Mas vale-te que voltes |
| 1971 | Nunca mais afastados   |
| 1972 | Amor volta             |
| 1973 | Contame coisas lindas  |
| 1977 | O traidor              |
| 1978 | Ensina-me a viver      |
| 1979 | Lidia                  |
| 1980 | Nunca o suspeitasses   |
| 1980 | Jamais voltarei        |
| 1981 | Dei que me amas        |

## Obras de teatro
Enquanto o actor encontrava-se em Chile realizou as seguintes obras, as quais foram premiadas:
| Ano  | Título                        |
| ---- | ----------------------------- |
| 1965 | Chamavas-te Catalina          |
| 1967 | A nuca de Alonso              |
| 1967 | Colheitas tua própria espinha |
| 1970 | Terra e sangue                |
| 1971 | Vida                          |
| 1972 | Aquela manhã                  |
| 1973 | Um dia comum                  |
| 1974 | Nunca a vi                    |
| 1974 | Sempre foste algo para meu    |

O dramaturgo chileno escreveu várias obras para teatro em seu estadía em Catamarca tais como:
| Ano        | Título                           |
| ---------- | -------------------------------- |
| 1996- 1997 | A Doença Incurable               |
| 1996       | Chamo-me Matías                  |
| 1997       | O diário de Ana Bolena           |
| 1998       | San Martín de ande-los à miséria |
| 1999       | A vida dos elfos                 |